# GBC
GBC is een historisch merk van replica's van beroemde racemotorfietsen.
De bedrijfsnaam was: George Beale Company.
Engels bedrijfje dat in de jaren negentig bekend werd door de bouw van replica’s van beroemde racemotoren, zoals de Matchless G 50, de AJS 7R Boy Racer en de Benelli-viercilinders. De prijs van deze laatste modellen (er zijn er maar 6 gebouwd) was in 1996 ƒ 227.800,-.